# 奥尔桑 (杜省)
奥尔桑（法語：Orsans，法語發音：[ɔʁsɑ̃]）是法国杜省的一个市镇，属于蓬塔利耶区。

## 地理
奥尔桑（47°14'51"N, 6°23'21"E）面积8.29 平方千米，位于法国勃艮第-弗朗什-孔泰大區杜省，该省份为法国东部内陆省份，北起上索恩省，西接汝拉省，东部及东南部与瑞士接壤，东北部与贝尔福地区省接壤。
与奥尔桑接壤的市镇（或旧市镇、城区）包括：圣瑞昂、阿伊塞、贝尔蒙、布勒蒙当、绍莱帕萨旺、库尔特坦和萨朗、帕萨旺、韦勒罗莱韦尔塞勒。

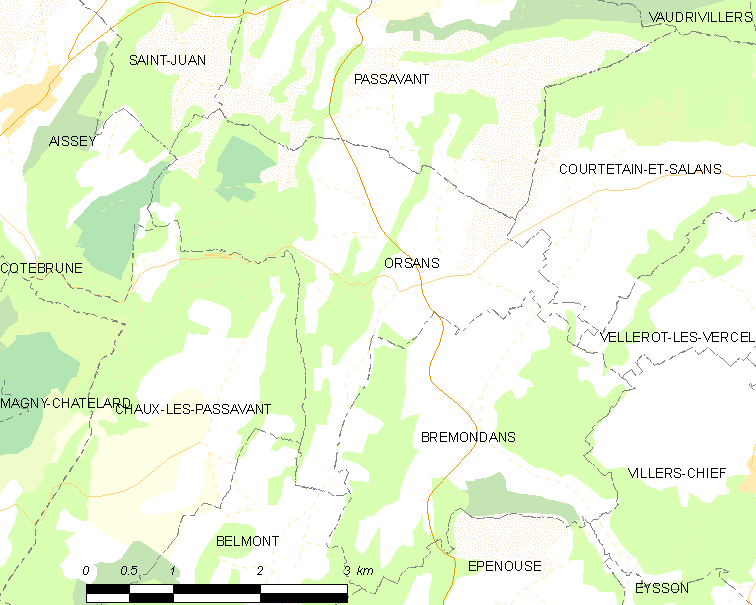
的OSM定位图

奥尔桑的时区为UTC+01:00、UTC+02:00（夏令时）。

## 行政
奥尔桑的邮政编码为25530，INSEE市镇编码为25435。

## 政治
奥尔桑所属的省级选区为瓦尔达翁县。

## 人口

1962-2008年间人口变化图示

奥尔桑于2022年1月1日时的人口数量为179人。